# 러버스 앤 어더 스트레인저
《러버스 앤 어더 스트레인저》(영어: Lovers and Other Strangers)는 미국에서 제작된 사이 하워드 감독의 1970년 로맨틱 코미디 영화이다. 비 아서 등이 출연하였고, 데이비드 서스킨드 등이 제작에 참여하였다.

## 출연진
- 비어트리스 아서
- 보니 버딜리아
- 마이클 브랜던
- 리처드 캐스털라노
- 밥 디시
- 해리 가디노
- 앤 잭슨
- 다이앤 키턴
- 클로리스 리치먼
- 앤 미라
- 기그 영
- 콘래드 베인 (크레디트 미기재)
- 제리 스틸러 (크레디트 미기재)
- 실베스터 스탤론 (크레디트 미기재)

## 기타 제작진
- 미술: 벤 에드워즈
- 의상: 앨버트 울스키